# Нептюн
Нептюн (на английски: Neptune) е град в окръг Монмаут, Ню Джърси, Съединени американски щати. Намира се на 5 km от брега на Атлантическия океан. Населението му е 27 844 души (по приблизителна оценка от 2017 г.).
В Нептюн е роден актьорът Дани Девито (р. 1944).